# Itonos (Sohn des Boiotos)
Itonos (griechisch Ἴτωνος Ítōnos), Sohn des Boiotos, ist eine Gestalt der griechischen Mythologie.
Er war der Vater von Hippalkimos, Elektryon, Areïlykos und Alegenor.